# Preußenbühl
Preußenbühl ist ein Gemeindeteil der Gemeinde Issigau im Landkreis Hof (Oberfranken, Bayern). Preußenbühl liegt in der Gemarkung Issigau.

## Geografie
Die Einöde liegt auf freier Flur am Issigbach. Im Norden erhebt sich der Preußenbühl (559 m ü. NHN). Die Staatsstraße 2198 führt nach Issigau (1 km nordöstlich) bzw. nach Kupferbühl-Neuenmühle (0,6 km südwestlich).

## Geschichte
In der Gegend wurde ursprünglich Kupfer und Eisen abgebaut.
Von 1797 bis 1810 unterstand Preußenbühl dem Justiz- und Kammeramt Hof. Infolge des Ersten Gemeindeedikts wurde Preußenbühl dem 1812 gebildeten Steuerdistrikt Issigau und der zugleich entstandenen Ruralgemeinde Reitzenstein zugewiesen. 1920 wurde Preußenbühl an die Gemeinde Issigau abgetreten.

### Einwohnerentwicklung
| Jahr      | 1861  | 1871   | 1885   | 1900   | 1925   | 1950   | 1961   | 1970   | 1987  |
| Einwohner | 9     | 8      | 7      | 5      | 4      | 2      | 2      | 2      | 2     |
| Häuser    |       |        | 1      | 1      | 1      | 1      | 1      |        | 3     |
| Quelle    | [ 9 ] | [ 10 ] | [ 11 ] | [ 12 ] | [ 13 ] | [ 14 ] | [ 15 ] | [ 16 ] | [ 1 ] |

## Religion
Preußenbühl ist evangelisch-lutherisch geprägt und bis heute nach St. Simon und Judas (Issigau) gepfarrt.